# Kristina Krepela
Kristina Krepela (Zagabria, 4 settembre 1979) è un'attrice e doppiatrice croata.

## Biografia
Ha studiato presso l'Academia di arti drammatiche di Zagabria per poi debuttare come attrice nel 2003. Ha avuto ruoli significativi nelle soap opere croate Ljubav u zaledju e Ne daj se, Nina.

## Filmografia

### Cinema
- The Hunting Party - regia di Richard Shepard (2007)

### Televisione
- Musketeers - Moschettieri - film TV - regia di Steve Boyum (2004)
- Missing - serie TV (1 episodio) (2012)
- Il trono di spade - serie TV (1 episodio) (2012)
- Dig - serie TV (1 episodio) (2015)

## Doppiaggio
- Elsa in Frozen - Il regno di ghiaccio,Frozen Fever,Frozen - Le avventure di Olaf (parti parlate)

## Doppiatrici italiane
Nelle versioni in italiano delle opere in cui ha recitato, Kristina Krepela è stata doppiata da:
- Emanuela D'Amico in The Hunting Party